# Eardwulf z Rochester
Eardwulf z Rochester (zm. między 765 a 772) – biskup Rochesteru. Został konsekrowany w 747. Między 759 a 765 Sigered, król Kentu, nadał pewne posiadłości Eardwulfowi i duchowieństwu diecezji Rochester.